# La Bonanova
La Bonanova – stacja metra w Barcelonie, na linii 6. Stacja została otwarta w 1952.